# Gilo
Koordinaten: 31° 44′ N, 35° 11′ O

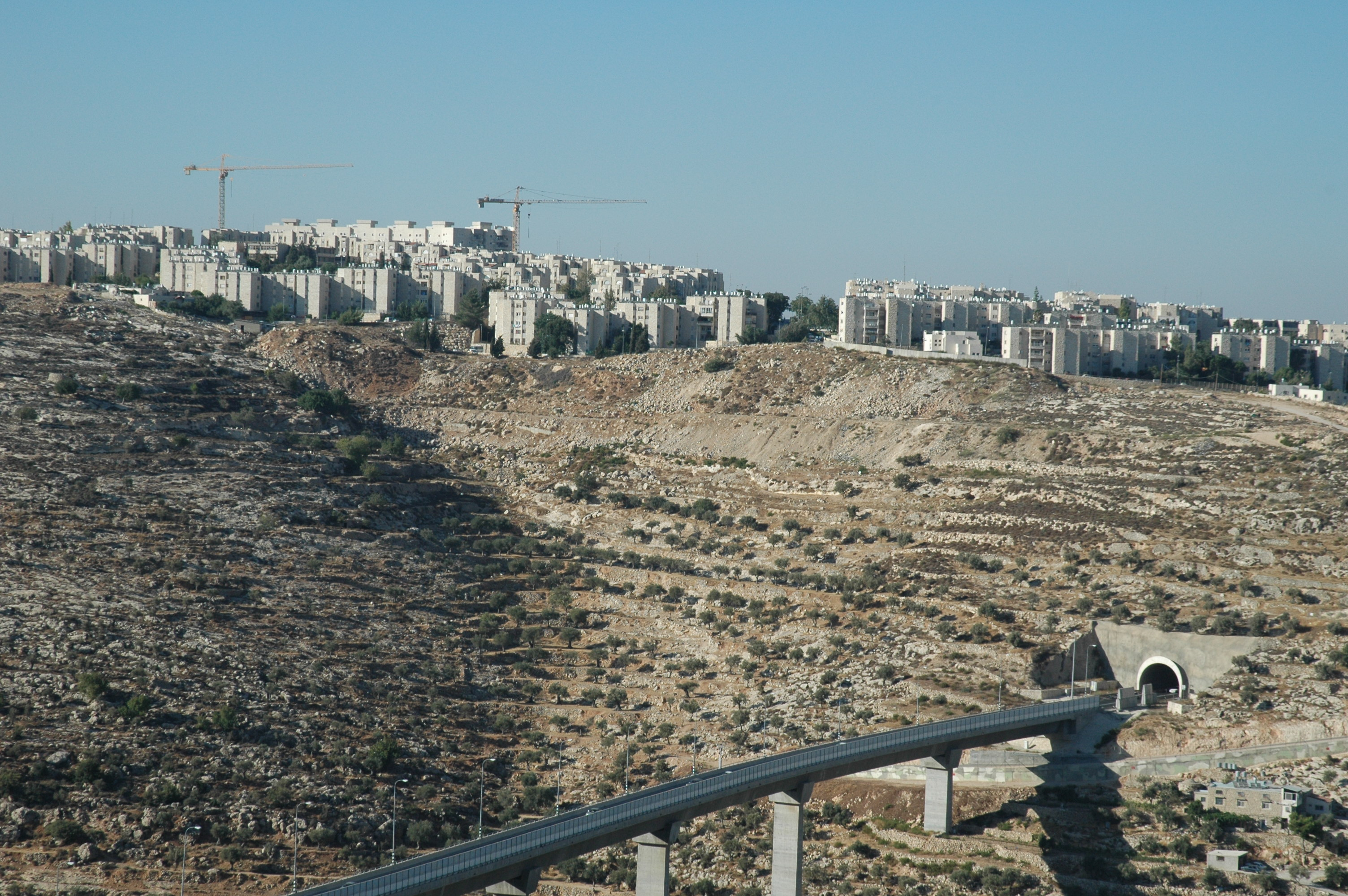
Blick auf Gilo und den Tunnel-Highway nach Gusch Etzion von Beit Jala

Gilo (Hebräisch: גילה) ist ein 1971 gegründetes jüdisches Wohnquartier am südlichen Rand von Jerusalem mit rund 27.000 Einwohnern (2007). Das Gebiet wurde nach dem Palästinakrieg 1948 von Jordanien annektiert und nach dem Sechstagekrieg 1967 von Israel erobert. Von der internationalen Staatengemeinschaft und der UNO wird Gilo als illegale israelische Siedlung im Westjordanland erachtet, Israel bezeichnet Gilo dagegen als Teil der Stadt Jerusalem.

## Geographie
Gilo liegt am südlichen Rand Jerusalems, mit Blick auf die palästinensische Stadt Beit Jala, von der es durch eine Schlucht getrennt ist. Beit Safafa und Scharafat befinden sich im Norden, Betlehem im Süden. Der Tunnel-Highway nach Gush Etzion verläuft im Osten unterhalb von Gilo.

## Biblisches Gilo
Eine Stadt namens Gilo wird im Buch Josua (Jos 15,51 ) erwähnt und im 2. Buch Samuel (2 Sam 15,12 ) und (2 Sam 23,34 ) als Geburts- und Sterbeort Ahitofels, „dem Giloniter“. Das biblische Gilo wird bedeutend weiter südlich vermutet und könnte mit Churbet Jala, nördlich von Hebron identisch sein.

## Modernes Gilo

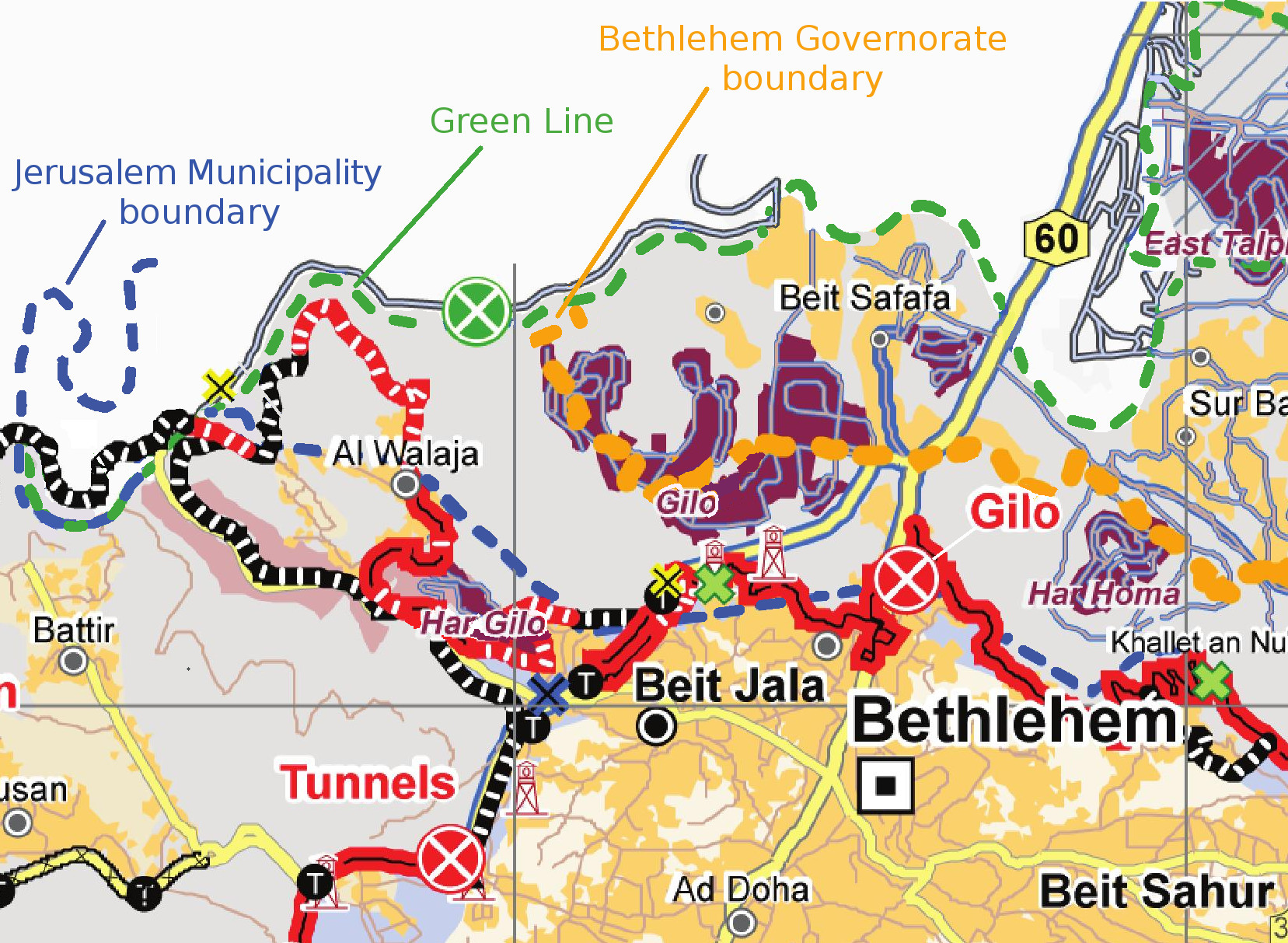
Karte der Region

Gilo umfasst ein Gebiet von 2859 Dunam. Nach Angaben von Meron Benvenisti, dem ehemaligen Vizebürgermeister von Jerusalem, wurde Gilo auf palästinensischem Land errichtet, das nach der Eroberung des Westjordanlandes 1967 von der israelischen Regierung beschlagnahmt wurde. Die israelische Siedlung wurde von 1973 bis 1979 auf Land des palästinensischen Dorfes Beit Jala gebaut und den palästinensischen Bewohnern wird seither auch nicht mehr erlaubt, ihre eigenen Oliven auf dem Land unterhalb der Siedlung zu ernten. Nach einem Bericht der israelischen Menschenrechtsorganisation B’Tselem wurde auch die Hälfte des Landes des palästinensischen Dorfes al-Walajah von der israelischen Regierung konfisziert, um die Siedlungen Gilo und Har Gilo zu errichten, und Israel begann, das Dorf mit einer Betonmauer einzuschließen. Nach Angaben von Donna Rosenthal sagte Israel Kimhi vom Jerusalem Institute for Israel Studies, dass Gilo 1973 größtenteils auf Land errichtet wurde, das von Juden vor dem Zweiten Weltkrieg erworben worden sei. (In der deutschen Ausgabe ihres Buches fehlt diese Behauptung.)

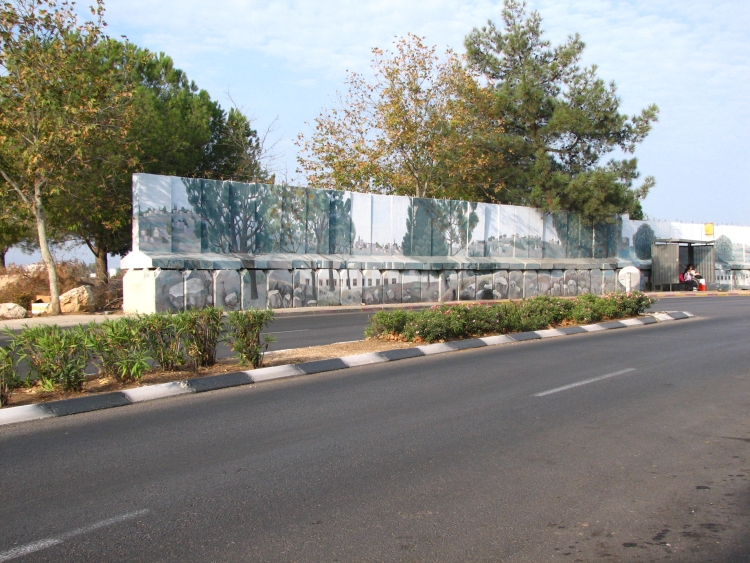
Betonmauer zum Schutz Gilos

### Gilo während der zweiten Intifada
Ab Herbst 2000, während der Zweiten Intifada, wurde Gilo von Beit Jala aus häufig beschossen.  Dabei entstanden Sachschäden und sowohl Polizisten als auch Zivilisten wurden verletzt. Die israelische Regierung reagierte darauf mit militärischen Aktionen in Beit Jala und dem Bau einer Betonmauer um Gilo. Im August 2010 wurde die Mauer von der israelischen Armee wieder abgebaut.

### Pläne für die Erweiterung Gilos
Die im November 2009 von der israelischen Regierung bekannt gegebenen Pläne, Gilo um 900 neue Wohneinheiten zu erweitern, wurden von UN-Generalsekretär Ban Ki Moon und den Regierungen zahlreicher Länder, einschließlich der USA und Deutschland, scharf kritisiert. Trotzdem wurde von der israelischen Regierung am 27. September 2011 der Bau von 1100 neuen jüdischen Wohneinheiten genehmigt. November 2016 wurde der Bau von weiteren 3000 Wohnungen in Gilo genehmigt.

### Zukunftsdiskussionen
Donald Trumps Friedensplan von 2020 sah eine endgültige Angliederung Gilos an Jerusalem und Israel vor. Im Gegenzug hätte der zukünftige Staat Palästina die israelisch-arabische Stadt Umm al-Fahm und andere arabisch besiedelte Gebiete in Israel erhalten. Der Plan stieß bei der Palästinensischen Autonomiebehörde auf Ablehnung.